# Восьмерик

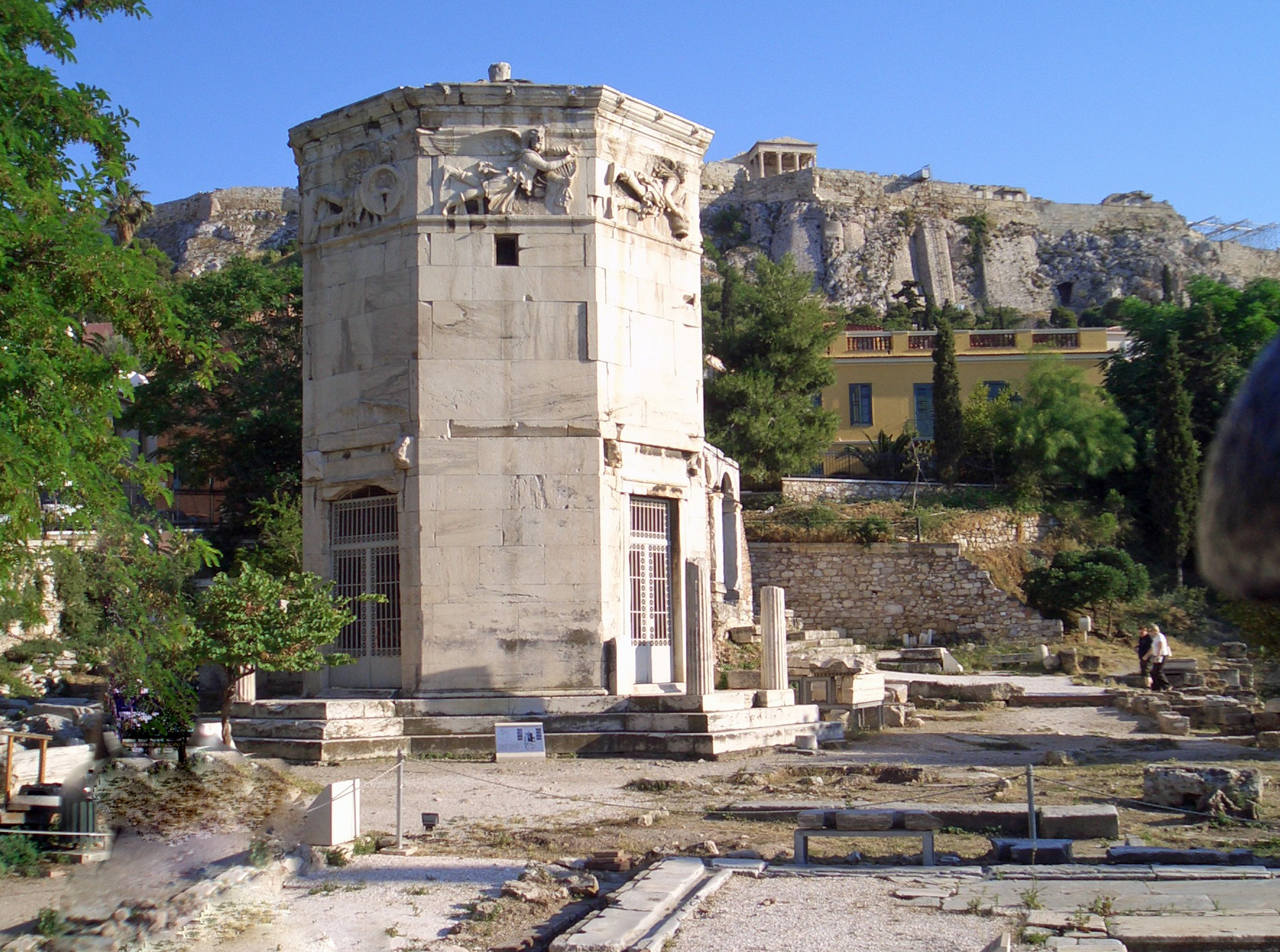
Башня ветров в Афинах

Восьмери́к (в архитектуре) — восьмигранное (восьмиугольное) в плане сооружение или его часть.
Древнейшей восьмигранной постройкой, вероятно, является Башня Ветров в Афинах, построенная в середине I века до н. э. Восьмерик — один из распространённых планов для ветряной мельницы. Восьмигранные дома были очень популярны в США в середине XIX века.
При равных периметрах, восьмиугольная форма позволяет получить примерно на 20 % большую площадь строения. За счёт меньшей при равных объёмах поверхности достигается экономия строительных материалов, меньшее охлаждение зимой и нагревание летом, а кроме того — улучшение освещения. Похожие преимущества лежат в основе конструкции дома Мельникова.

## Восьмерик на четверике
«Восьмерик на четверике» — популярный конструктивный тип здания в русской церковной архитектуре, как каменной, так и деревянной. При этом нижняя часть представляет собой кубический объём (в деревянном зодчестве — сруб), а верхняя — поставленный на него восьмигранник (сруб «со скошенными углами»). Выше могут быть расположены ещё один или два восьмерика, с завершением в виде шатра или купола. В России особенное распространение такой тип получил в XVII и XVIII веках (в эпоху барокко).

## Галерея

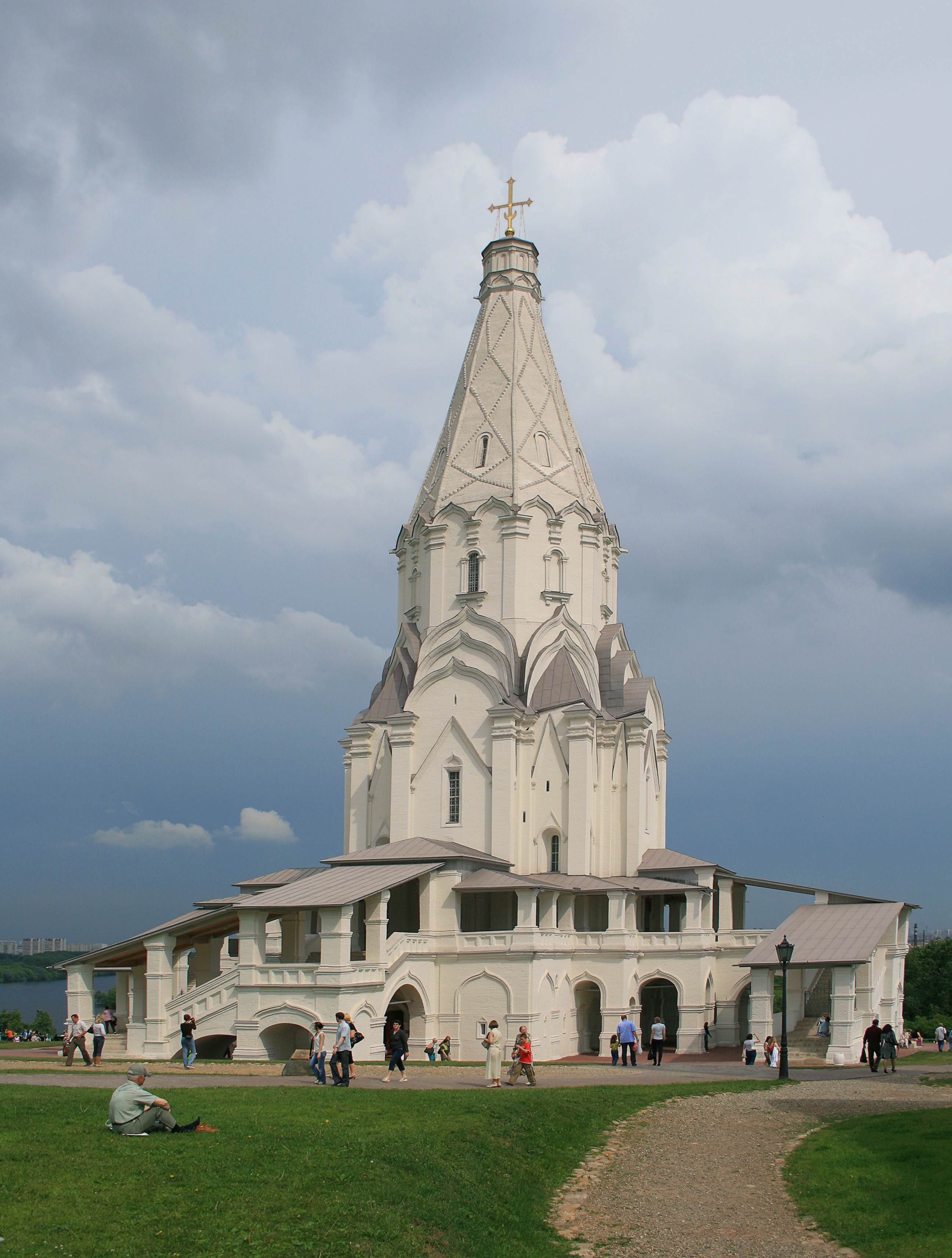
Церковь Вознесения (Коломенское), 1529—1532 гг. Возносящуюся архитектонику создаёт переход от гульбища к крестовидному основному объёму, установленному на нём восьмерику, далее увенчанному шатром
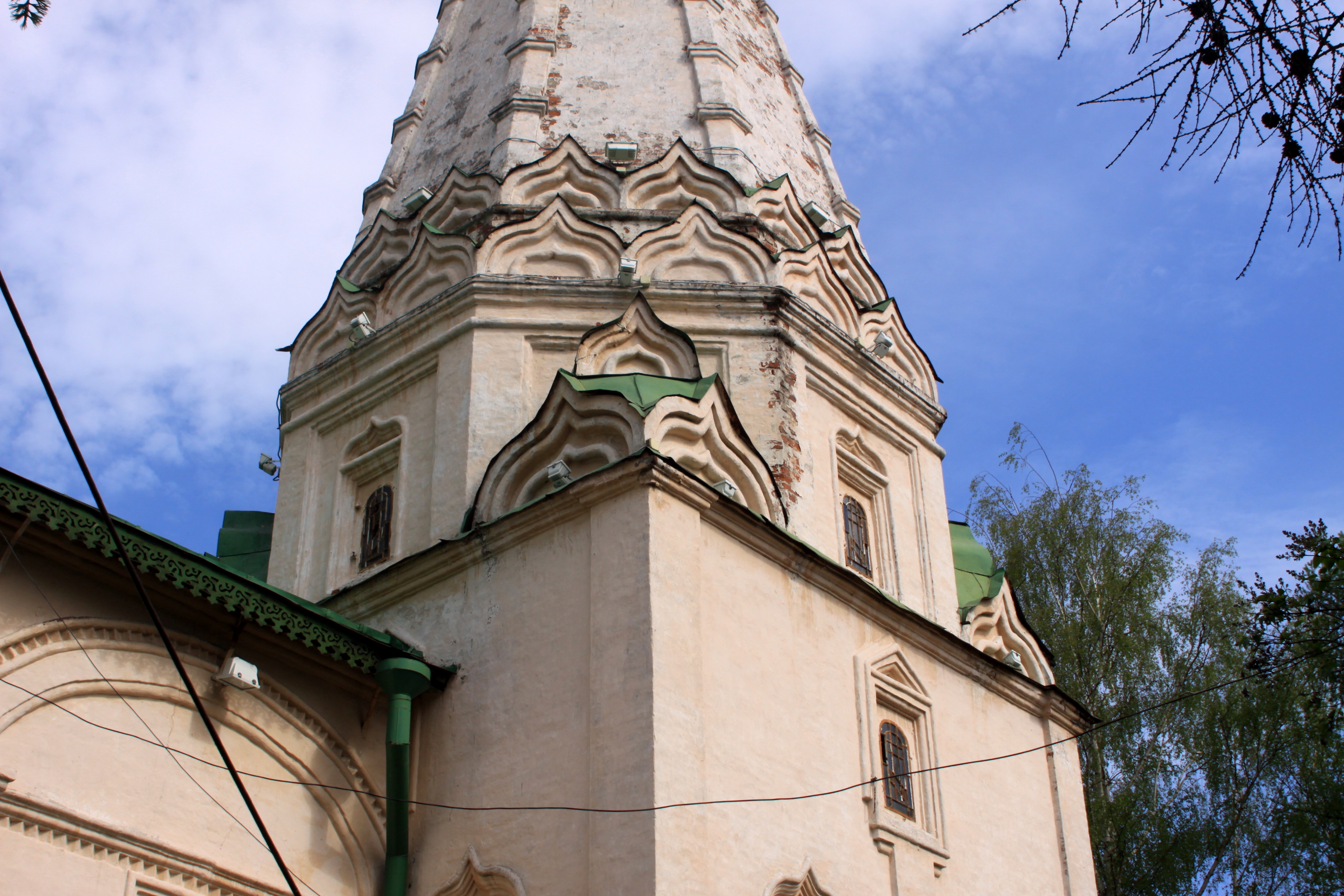
Придел Положения Ризы Христовой церкви Илии Пророка (Ярославль) — килевидные кокошники в группах по три обеспечивают плавный переход от массивного четверика к восьмерику, ещё два яруса кокошников — далее к шатру
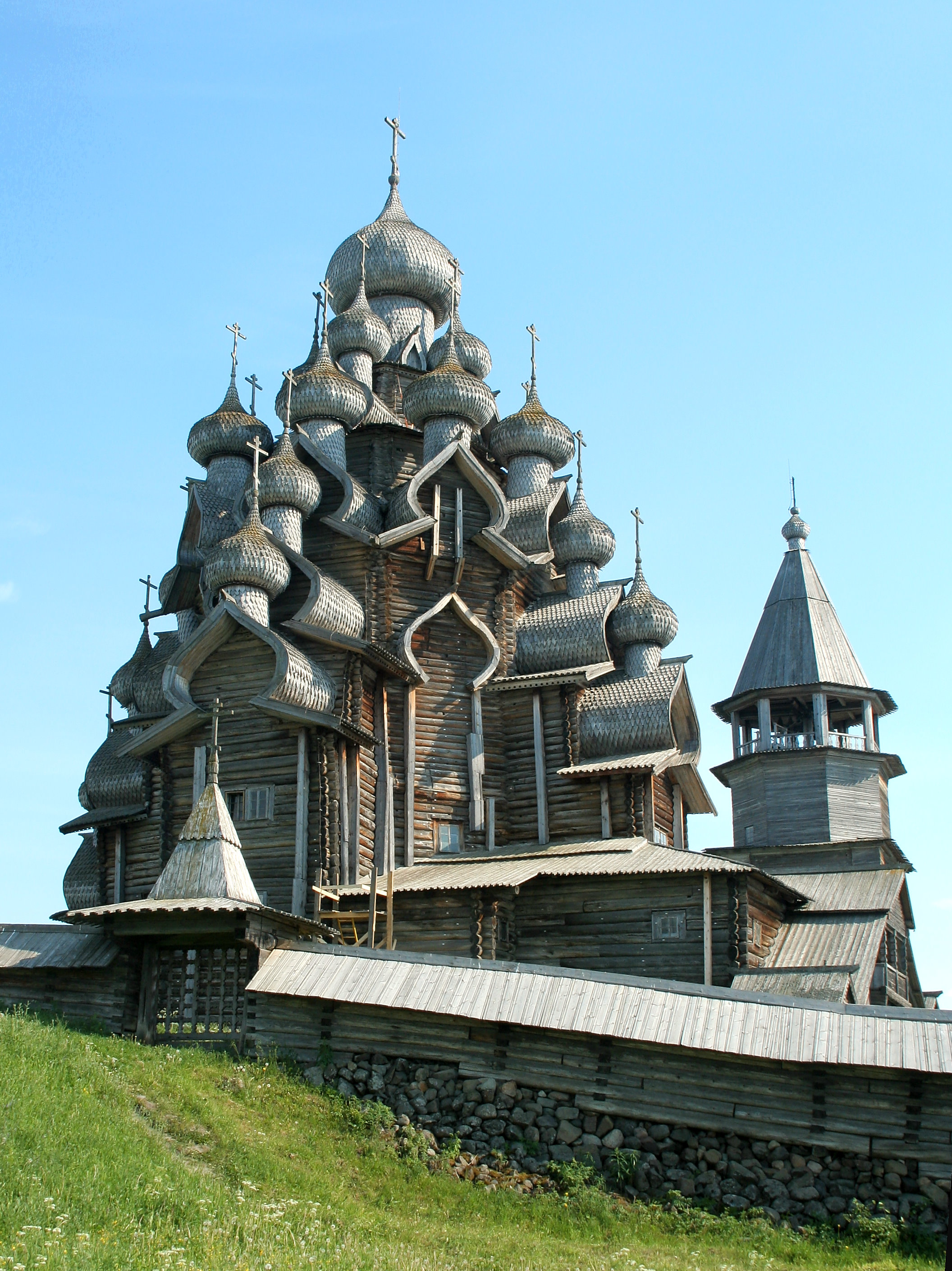
Преображенская церковь (Кижи), 1714 г., представляет тип восьмериковых ярусных церквей. На нижний восьмерик последовательно поставлены ещё два восьмигранных сруба меньших размеров
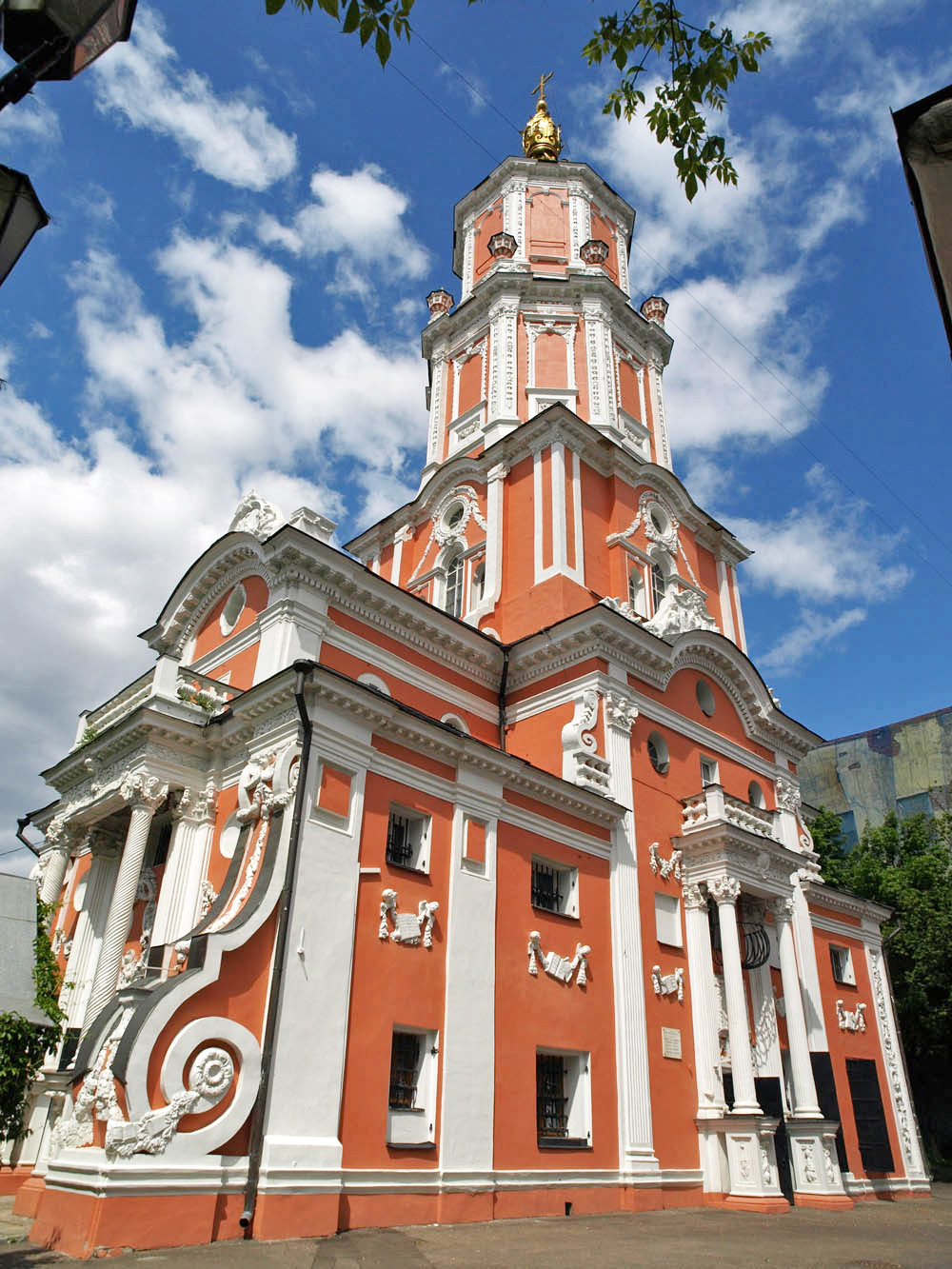
Церковь Архангела Гавриила на Чистых прудах (Меншикова башня), 1707 г., первоначально имела пять уровней с каменными нефом, башней-четвериком и двумя нижними ярусами-восьмериками; верхний восьмерик был деревянным
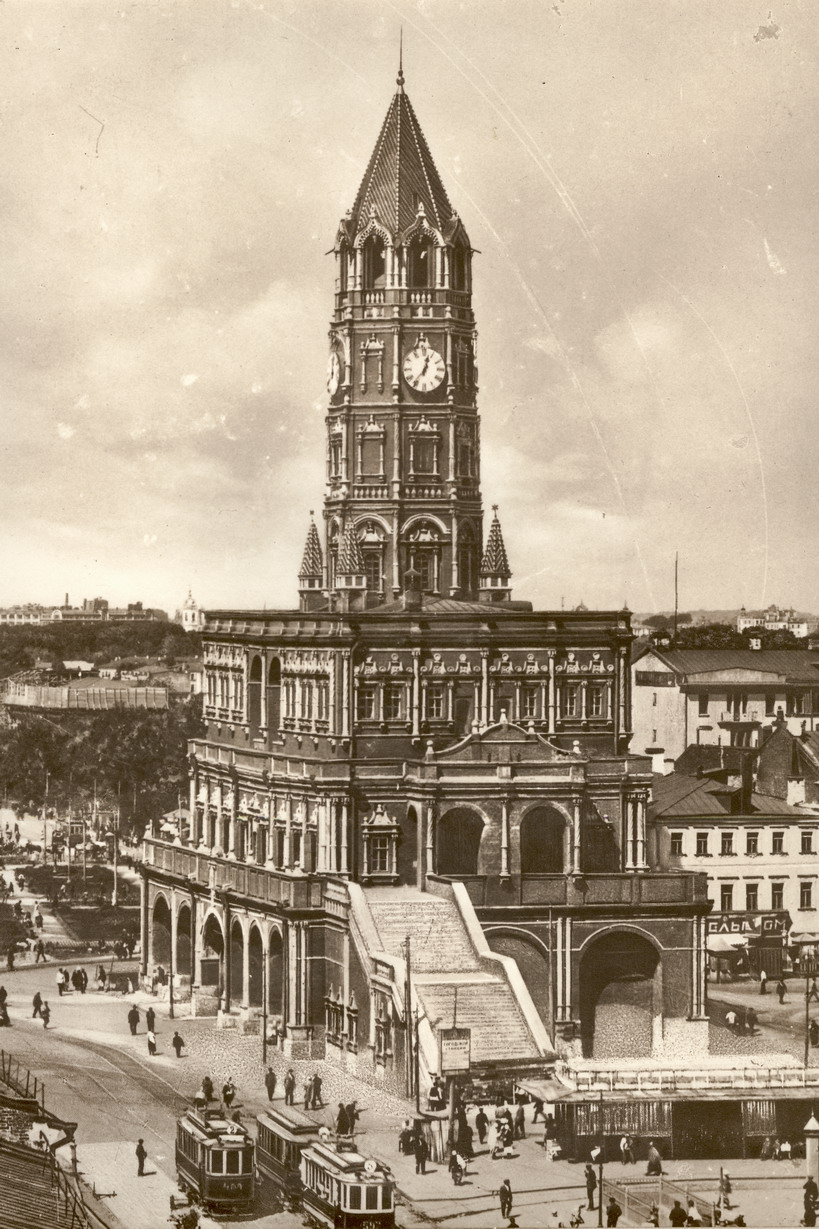
Сухарева башня, 1692—1695 гг. Использование композиции «восьмерик на четверике» делало это гражданское здание похожим на храм. Снесена по решению ЦК ВКП(б) и лично И. В. Сталина в 1934 г.
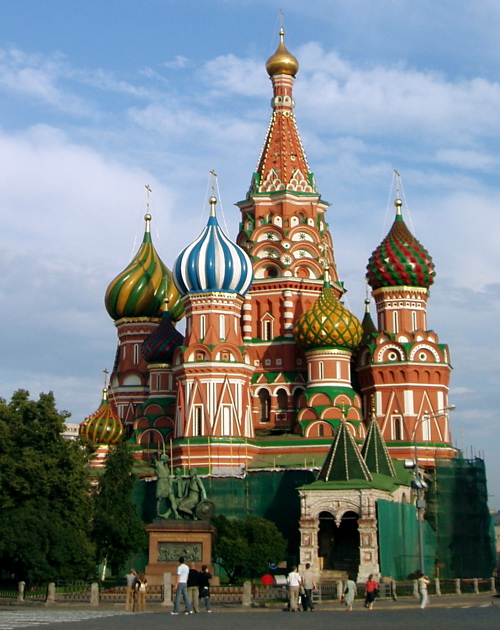
Храм Василия Блаженного (Покровский собор), 1555—1560 гг., совместил три разные типологии храмов: центральный — шатровый (с восьмериком на четверике), четыре средних — столпообразные (восьмигранные многоярусные), у четырёх малых четверики завершены пирамидами кокошников
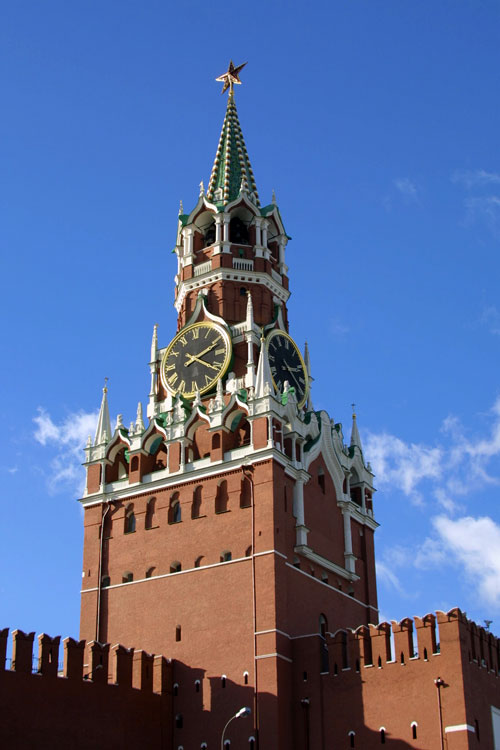
Спасская башня, сооружена в 1491 г. по проекту П. А. Солари, верхние ярусы — восьмерик на четверике и шатёр достроены в 1624—1625 гг. Б. Огурцовым и Х. Галовеем
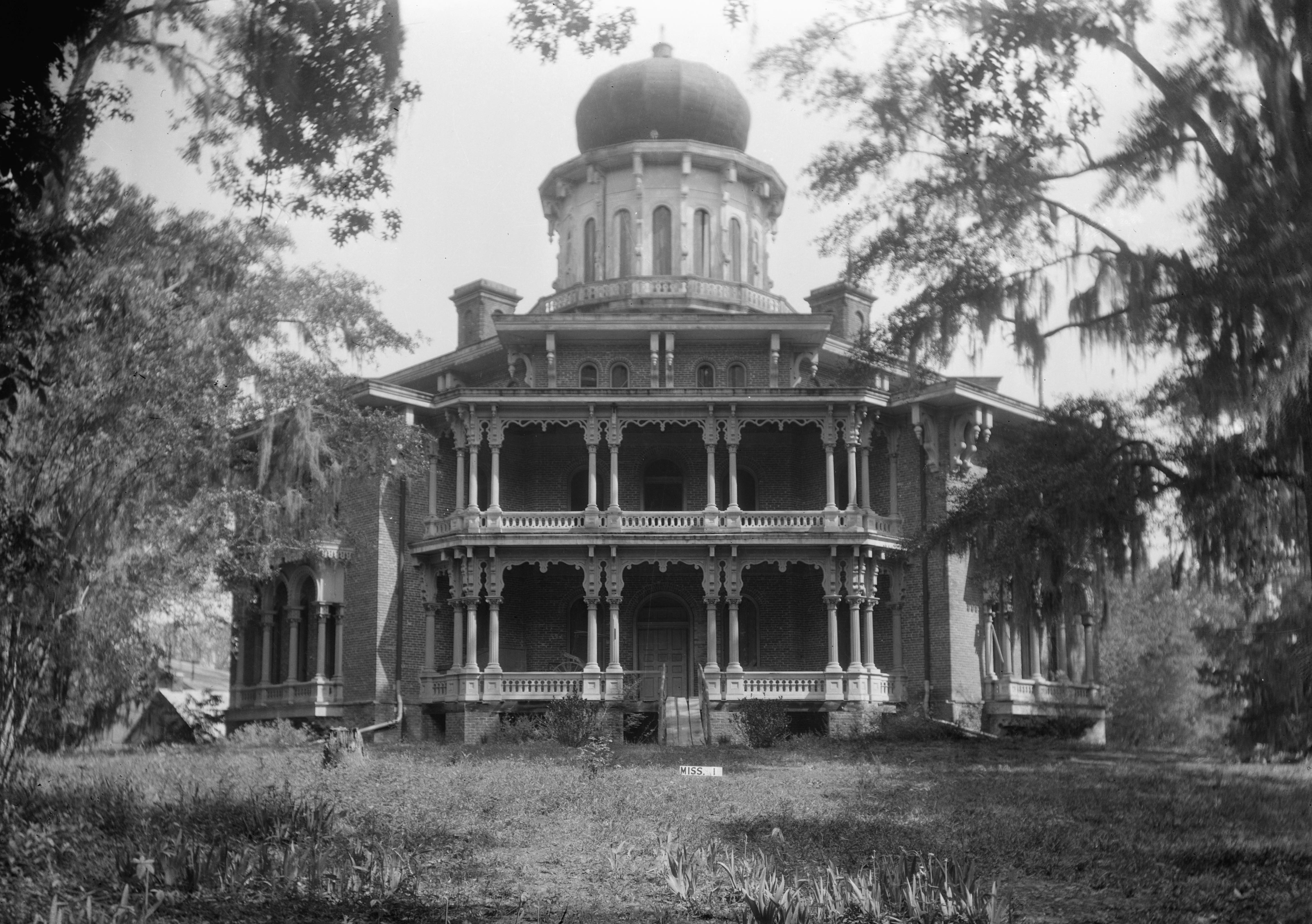
Особняк Лонгвуд в Натчез (Миссисипи) — самый большой восьмиугольный дом в США, один из символов довоенной роскоши рабовладельческого Юга